# Monte Carlo
Monte Carlo (fr. Monte-Carlo, wł. Monte Carlo, moneg. Monte-Carlu) – osiedle Monako. Według danych na rok 2016 osiedle zamieszkuje 8259 osób, co czyni je największym osiedlem pod względem liczby ludności w Monako. Jest także największym osiedlem pod względem powierzchni, wynosi ona 43,7 ha (0,437 km²). Gęstość zaludnienia wynosi 188,99 os./ha.

## Etymologia
Nazwa Monte Carlo oznacza w języku liguryjskim „wzgórze Karola”. Nawiązuje ona do Karola III Grimaldi, księcia Monako w latach 1856–1889. Do 1866 r. obszar ten nazywany był Les Spelugues, czyli „groty”.

## Położenie
Monte Carlo położone jest na stoku górskim, nad Morzem Liguryjskim (część Morza Śródziemnego). Obecnie Monte Carlo jest jednym z siedmiu osiedli (jednostek administracyjnych państwa) w Monako. w latach 1911–2013 stanowiło jedną z trzech obok Monaco-Ville i La Condamine gmin księstwa.
Sąsiaduje z osiedlami La Condamine od południa, z La Rousse i Le Larvotto od wschodu, z sektorem wydzielonym Ravin de Sainte-Dévote od zachodu i z francuską miejscowością Beausoleil od północy.

## Atrakcje turystyczne
Atrakcjami dzielnicy są uzdrowisko i kąpielisko morskie, Casino de Monte-Carlo, ogród Les Jardins du Casino, galeria sztuki Opera Gallery, pochodząca z lat 1878 i 1879, zaprojektowana przez Charles’a Garniera, a także inne budynki eklektyczne z drugiej połowy XIX wieku.

## Sport
Od 1911 roku Monte Carlo jest corocznie bazą rajdu samochodowego. Monte Carlo posiada również tor wyścigowy, na którym od 1929 roku rozgrywane jest Grand Prix Monako. W kwietniu na położonych we Francji kortach Monte Carlo Country Club rozgrywany jest tenisowy turniej Monte Carlo Masters.

## Hazard

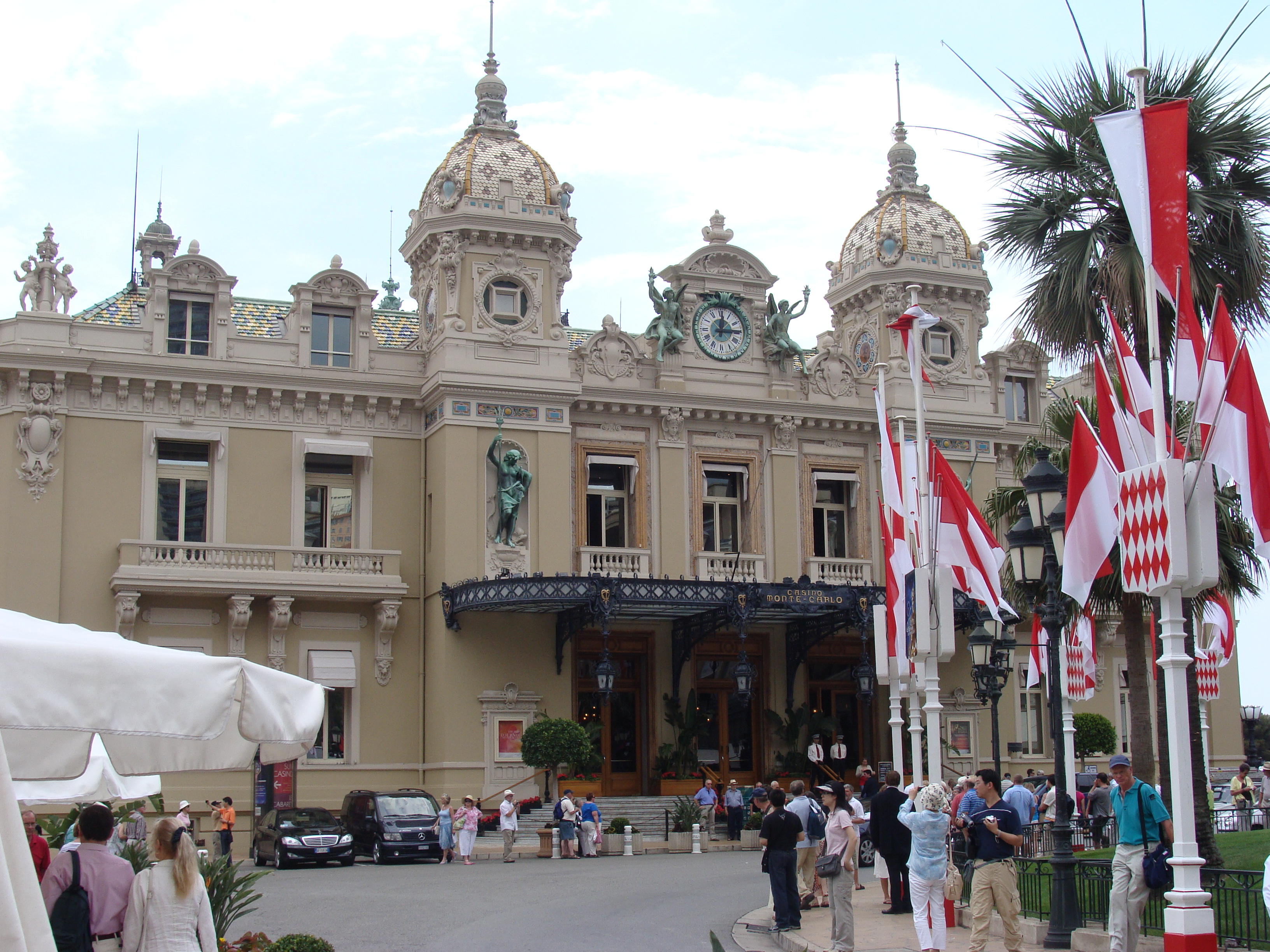
Casino de Monte-Carlo, 2008

Monte Carlo jest historyczną stolicą hazardu. Pierwsze kasyno powstało tu w 1857 r. z inicjatywy księcia Monako Karola III Grimaldi. Rozkwit monakijskich kasyn nastąpił po wybudowaniu przez Francję linii kolejowej oraz drogi prowadzących do Monako. W 1863 r. Maria Grimaldi ściągnęła do Monte Carlo François Blanca i powierzyła mu zbudowanie i prowadzenie nowego kasyna.

## Nieruchomości
Zlokalizowana w Monte Carlo ulica Avenue Princess Grace jest jedną z najdroższych na świecie: koszt 1 m² nieruchomości to, według źródeł podanych w nawiasach, 190 884 dolarów (The Wealth Bulletin, 2008), 73 000 funtów (The Guardian, 2009) lub 84 945 euro (Engels & Völkers, 2009).